# حمض السيباسيك
حمض السيباسيك (أو حمض الديكانديويك وفق التسمية النظامية للمركبات العضوية) هو حمض ثنائي الكربوكسيل صيغته الكيميائية C10H18O4 يوجد المركب في الشروط القياسية على شكل مسحوق بلوري أبيض؛ ويطلق على أملاح واسترات هذا الحمض اسم سيباسات.

## التحضير
يمكن الحصول على المركب من حمض الريسينولييك أو زيت الخروع بالمعالجة مع هيدروكسيد الصوديوم، حيث يحصل فيه على مركب 2-أوكتانول كناتج ثانوي.

## الخواص
يوجد المركب في الشروط القياسية على شكل مسحوق بلوري أبيض اللون، صعب الانحلال في الماء.

## الاستخدامات
يستخدم المركب في تحضير الإستر المضاعف مع 2-إيثيل الهكسانول، والمستخدم ضمن الملدنات في صناعة اللدائن. كما يستخدم البوليمير الناتج عن البلمرة المشتركة بين حمض السيباسيك والغليسيرين في التقنيات الطبية.